# Théâtre Madách
Le Madách Színház ([ˈmɒdaːtʃ ˈsiːnhaːz]) est un théâtre situé dans le centre de Budapest, sur le grand boulevard. 
  Ce site est desservi par la station Blaha Lujza tér :  et Wesselényi utca :  4 6.